# Boronia wilsonii
Boronia wilsonii är en vinruteväxtart som först beskrevs av Ferdinand von Mueller och George Bentham, och fick sitt nu gällande namn av M. F. Duretto. Boronia wilsonii ingår i släktet Boronia och familjen vinruteväxter. Inga underarter finns listade i Catalogue of Life.